# Carlo Fugazza

Carlo Fugazza beim Lehrgang in Gersthofen (Feb. 2010)

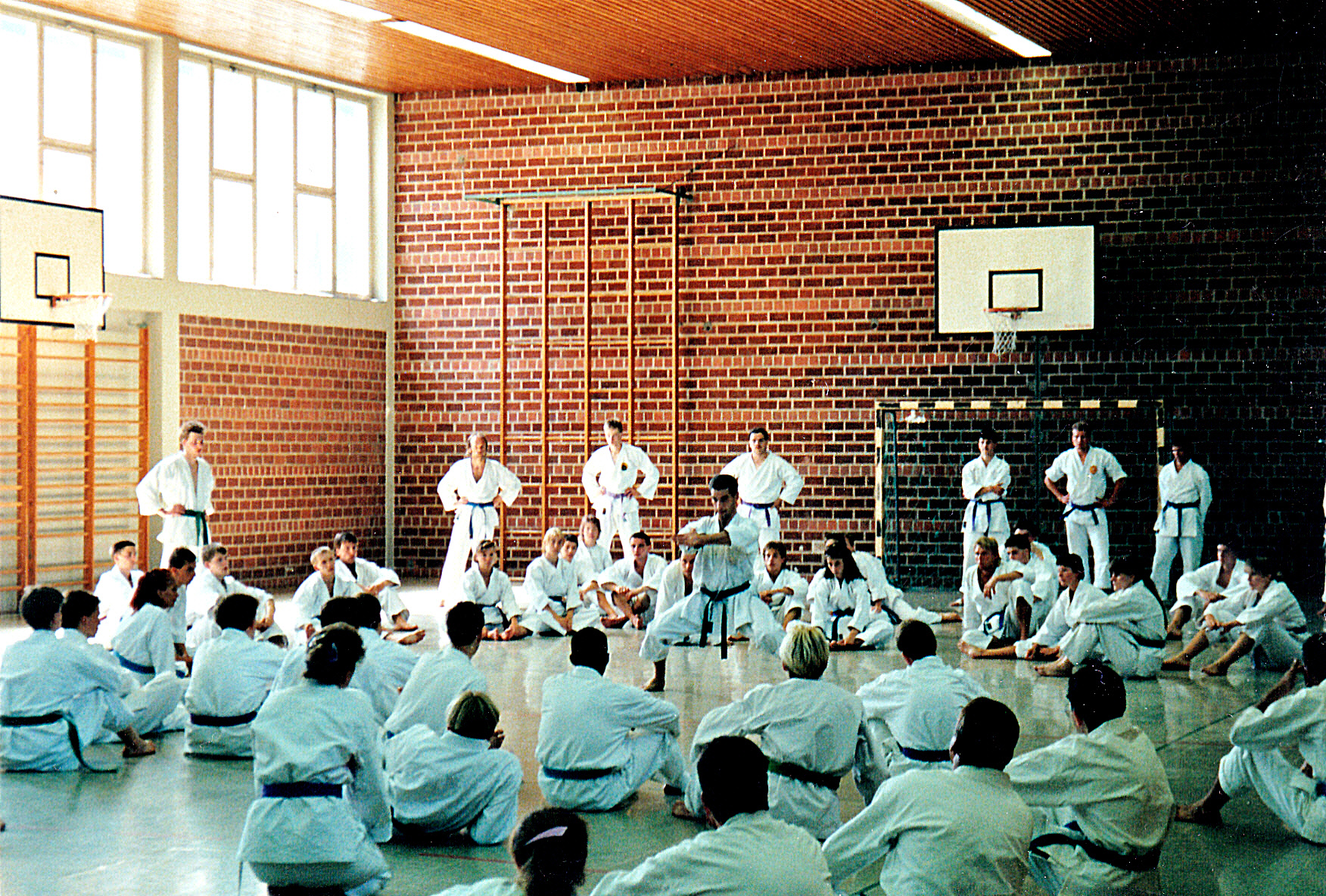
Carlo Fugazza beim Kata Training in Ravensburg

Carlo Fugazza (* 4. November 1951 in Mailand) ist ein italienischer Karate-Lehrer (8. Dan) und Schüler von Meister Hiroshi Shirai.

## Leben
Sein Karatetraining begann Fugazza im Jahr 1968. Nach nur einem Jahr erhielt er bereits den schwarzen Gürtel. 1971 erhielt er die Qualifikation, Karate zu unterrichten. 1986 wurde ihm der 6. Dan verliehen. Zehn Jahre später, im Januar 1996, wurden sein Können und seine sportlichen Leistungen mit dem 7. Dan gewürdigt. Am 1. Januar 2012 gefolgt vom 8. Dan.

## Erfolge
- 1973: 2. Platz Kata und Kumite (Mannschaft) bei der Weltmeisterschaft in Tokio
- 1975: 2. Platz Kata (Einzel und Mannschaft) bei der Weltmeisterschaft in Los Angeles
- 1990: 1. Platz Kata (Mannschaft) bei der Weltmeisterschaft in Mexiko-Stadt als Trainer